# Храм Иконы Божией Матери «Скоропослушница» (Киселёвск)
Храм иконы Божией Матери «Скоропослушница» — православный храм в районе «Красный Камень» города Киселёвска Кемеровской области. Относится к Кемеровской епархии Русской православной церкви. Построен в 2001 году.
Прообраз — московский храм Николая Чудотворца в Хамовниках.

## История
В соборе находится чтимая икона Божией Матери «Скоропослушница», в честь которой церковь и получила своё название.
Соборный комплекс включает колокольню, часовню во имя блаженной Ксении Петербургской в стиле барокко и церковным домом.